# Montserrat Raurell i Jané
Montserrat Raurell i Jané (Ripollet, 15 d'agost de 1944) és una política catalana, diputada en la IV Legislatura del Parlament de Catalunya.

## Biografia
Ha fet estudis mercantils i de comerç, treballant com a administrativa. El 1977 s'afilià a Esquerra Republicana de Catalunya, partit en el que fou consellera nacional i membre de la secretaria municipal i d'organització. Fou la número 2 de la llista d'ERC a l'alcaldia de Ripollet a les eleccions municipals espanyoles de 1979, però no fou escollida. A les eleccions generals espanyoles de 1986 fou la número 8 de la llista per Barcelona d'ERC, però tampoc fou escollida. El 1989 abandonà ERC i ingressà a Esquerra Catalana, partit del que també en fou consellera nacional. El 1993 abandonà EC per ingressar a Convergència Democràtica de Catalunya. En 1993 va succeir en el seu escó Antoni Subirà i Claus, diputat a les eleccions al Parlament de Catalunya de 1992. En 1994 fou vicepresidenta de la Comissió d'Estudi sobre les Causes que Generen la Violència Infantil.